# Tranbjerg
Tranbjerg är en stadsdel i södra Århus, 8 km sydväst om centrala delen av staden. Den ligger i Århus kommun och Region Mittjylland. Antalet invånare är 9 109(2017) 